# 77971 Donnolo
77971 Donnolo è un asteroide areosecante. Scoperto nel 2002, presenta un'orbita caratterizzata da un semiasse maggiore pari a 2,3203782 UA e da un'eccentricità di 0,2890047, inclinata di 22,03636° rispetto all'eclittica.
L'asteroide è dedicato a Shabbetai Donnolo (in ebraico: שבתי דונולו) , noto anche come Shabbatai bar Abraham Donnolo, medico, farmacologo e astronomo italiano, eminente rappresentante della cultura ebraica dell'alto medioevo.